# Carles IV de Lorena
Carles de Vaudémont, nascut a Nancy el 5 d'abril de 1604, mort a Bernkastel el 18 de setembre de 1675, va ser duc de Lorena i de Bar en dret de 1625 a 1675 i en fet de 1625 a 1634, el 1641 i de 1659 a 1670, sota el nom de Carles IV. Era fill de Francesc II de Lorena, comte de Vaudémont després duc de Lorena i de Bar el 1625 i de Cristina de Salm.
En tant que descendent de Gerard I de Lorena, hauria hagut de ser numerat Carles III de Lorena, però els historiadors lorenesos, volent establir la legitimitat dels ducs de Lorenai dels Guisa i lligar-los directament als carolingis, i van incloure en la llista dels ducs al carolingi Carles (+ 991), duc de Baixa Lotaróngia.

## Biografia
Carles de Vaudémont va passar la seva infantesa a la cort de França i va ser company de joc del futur Lluís XIII de França, 3 anys més gran. D'altra banda, el comte de Vaudémont, pare del jove Carles, per un temps estat considerat com un partit possible per a Maria de Mèdici abans que aquesta no fos reina de França.
Tornat a Lorena on el seu oncle, el duc Enric II no tenia descendència masculina, Carles va deixar entendre que es considerava com l'hereu dels ducats, en virtut d'un pretès testament del duc Renat II de Lorena que especificava que els ducats s'havien de transmetre en descendència masculina. L'hostilitat del seu oncle Enric II de Lorena, que esperava deixar el ducat a la seva filla gran Nicolaua de Lorena, el va incitar a allunyar-se de la cort.
Va combatre per a l'emperador Ferran II il·lustrant-se sobretot a la batalla de la Muntanya Blanca, el 8 de novembre de 1620 i va mostrar les seves competències com a cap de guerra quan no tenia més que 16 anys.
Després de llargues transaccions, es va casar el 1621 amb la seva cosina Nicolaua de Lorena (la qual per un moment va ser assenyala per casar-se amb el jove Lluís XIII de França; Lorena i el Barrois s'haurien fet així franceses pacíficament però la mort del rei Enric IV va canviar la dona i Lluís XIII es va casar amb una infanta d'Espanya).
Després d'haver deixat disposicions preveient que Carles de Vaudémont tindria la seva autoritat únicament de la seva dona, Enric II de Lorena va morir el 31 de juliol de 1624.

## Primera abdicació i tornada al poder
Carles no es va conformar amb una posició de co-duc. Va intentar amb el seu pare obtenir la totalitat del poder. El novembre de 1625, el pare, Francesc de Vaudémont, recolzant-se en el suposat testament de Renat II, va reivindicar el ducat. Els Estats generals de Lorena van considerar la seva instància legítima i Carles IV i Nicolaua van abdicar conjuntament a favor del seu oncle i pare.
Francesc de Vaudémont va esdevenir duc el 21 de novembre de 1625 sota el nom de Francesc II de Lorena. Va abdicar cinc dies més tard a favor del seu fill, que va tornar a ser de ple dret el duc Carles IV, però havent apartat així la seva dona, la duquessa Nicolaua, del govern del ducat.

## Béns mal adquirits no aprofiten...
Llavors les relacions entre França i Lorena es van degradar, ja que Lluís XIII es negava a reconèixer els principis del dret que havien portat Carles al poder (una duquessa de Lorena podia arribat el cas, ser casada amb un príncep francès). D'altra banda el rei Enric IV de França havia pensat casar el seu fill, el futur Lluís XIII de França amb Nicolaua, adquirint així pacíficament Lorena i el Barrois per a França com va ser el cas un segle abans per a Bretanya.
La fi de les guerres i de les ambicions franceses a Itàlia havia desplaçat les línies de front cap al Nord. La política de Lluís XIII de França i del seu poderós ministre, el cardenal de Richelieu (un "gran furbo" segons el papa Urbà VIII) era de portar la frontera del regne a la vora del Rin, la qual cosa implicava l'annexió del ducat de Bar i del ducat de Lorena, estats sobirans, del Franc Comtat, possessió espanyola, i d'Alsàcia, possessió de l'Imperi.
Mal sostingut pels seus oncles, el duc Maximilià I de Baviera i l'emperador Ferran II del Sacre Imperi Romanogermànic, el duc va buscar altres aliances i, trencant amb la política ultracatòlica dels seus predecessors, es va aliar amb els hugonots francesos, els anglesos i al duc de Savoia.

## Les relacions perilloses
Portant una diplomàcia activa però confusa, Carles sostenia discretament els enemics del Cardenal Richelieu i acollia els complotadors que podien així eludir la justícia reial francesa al primer rang dels quals es trobava Gastó de França, germà del rei i hereu del tron de França.
El setembre de 1629, Gastó de França es va refugiar a Lorena, i, sense el consentiment del seu germà el rei que era el cap de la seva casa, es va casar el 1632 amb la que anomenarà tota la seva vida com l'Àngel, la jove Margarida de Lorena, germana del duc Carles.
A la primavera de 1631, Gustau II Adolf, rei de Suècia, va desembarcar a Pomerània i la "Guerra dels Trenta Anys" va encendre Europa. Carles va enviar el seu exèrcit per sostenir l'Emperador.

## Segona abdicació i segona tornada al poder
Al mes de juny de 1632, Lluís XIII va envair i ocupar el Barrois i Lorena. Carles va ser obligat de signar un tractat que de fet pensava no respectar. El setembre de 1633, les tropes franceses envaïren de nou Lorena i Carles va jutjar més favorable d'abdicar el 19 de gener de 1634 a favor del seu germà Nicolau Francesc, i va anar a prendre un comandament de tropes imperials. Va combatre els suecs i després als francesos a la guerra dels trenta anys, sobre els que va obtenir diversos èxits.
Experimenta revessos el 1635 mentre que intentava reconquerir els seus ducats; després va guanyar diverses victòries de 1638 a 1640, malgrat la tovor dels seus aliats bavaresos i austríacs. Va intentar llavors negociar de nou amb França i, pel tractat de Saint-Germain-en-Laye del 2 d'abril de 1641, va recuperar els seus estats exsangües, però va haver d'acceptar el protectorat francès i comprometre's a no fer cap aliança amb la casa d'Àustria. Malgrat això, algunes setmanes més tard a penes, va sostenir el complot de Lluís de Borbó comte de Soissons. Richelieu, encara que prop de la tomba, després d'haver dominat als culpables, va decidir arrestar a Carles IV que va aconseguir fugir a final de juliol 1641 i va reprendre el combat contra França. La pau de Westfàlia del 24 d'octubre de 1648 van marcar oficialment i de iure l'annexió dels Tres Bisbats a França.
Exclòs d'aquests tractats, i havent fracassat en les seves negociacions amb el cardenal Mazzarino (que havia succeït a Richelieu), Carles IV va reprendre la guerra i va ser en posició d'amenaçar París el 1652.
Va perdre el seu avantatge i la seva credibilitat intentant negociar alhora amb Mazzarino i amb els prínceps de la Fronde. Espanya li va retreure que fos la causa del fracàs i va ser arrestar a Brussel·les el 25 de gener de 1654 i transferit a l'Alcazar de Toledo.
La intervenció i els esforços del seu germà Nicolau Francesc li van permetre ser alliberat el 15 d'octubre de 1659, i de recuperar els seus ducats pel tractat de Vincennes del28 de febrer 1661.

## Darrer acte
Però Carles IV no va renunciar a les seves activitats militars i va continuar combatent en benefici dels seus veïns. Va iniciar treballs per posar en estat les carreteres loreneses i barreses. Per fer això, va omplir d'impostos els seus súbdits ja arruïnats per la Guerra dels Trenta Anys.
Va refusar el 1669 de llicenciar els seus exèrcits a petició de Lluís XIV de França i les tropes franceses van envair de nou els ducats en el transcurs de l'estiu 1670. Carles IV de nou va haver de fugir i, sense recursos, va dissoldre el seu exèrcit.
Després d'haver vençut els francesos l'11 d'agost de 1675 a la batalla del Pont de Konz (Konzer Brucke), es va posar malalt i va morir el mes següent a l'edat de 71 anys.
Lorena i el Barrois foren ocupats per les tropes franceses fins al Tractat de Rijswijk que els va tornar a Leopold I de Lorena, besnebot de Carles IV, els seus estats patrimonials (1697).

## Ascendència
|  |                                            |  |  |  |  |  |  |  |  |  |  |  |  |  |  |  |
|  | Antoni de Lorena                           |  |  |  |  |  |  |  |  |  |  |  |  |  |  |  |
|  |                                            |  |  |  |  |  |  |  |  |  |  |  |  |  |  |  |
|  |                                            |  |  |  |  |  |  |  |  |  |  |  |  |  |  |  |
|  | 8. Francesc I de Lorena                    |  |  |  |  |  |  |  |  |  |  |  |  |  |  |  |
|  |                                            |  |  |  |  |  |  |  |  |  |  |  |  |  |  |  |
|  |                                            |  |  |  |  |  |  |  |  |  |  |  |  |  |  |  |
|  | Renata de Borbó                            |  |  |  |  |  |  |  |  |  |  |  |  |  |  |  |
|  |                                            |  |  |  |  |  |  |  |  |  |  |  |  |  |  |  |
|  |                                            |  |  |  |  |  |  |  |  |  |  |  |  |  |  |  |
|  | 4. Carles III de Lorena                    |  |  |  |  |  |  |  |  |  |  |  |  |  |  |  |
|  |                                            |  |  |  |  |  |  |  |  |  |  |  |  |  |  |  |
|  |                                            |  |  |  |  |  |  |  |  |  |  |  |  |  |  |  |
|  | Cristià II de Dinamarca                    |  |  |  |  |  |  |  |  |  |  |  |  |  |  |  |
|  |                                            |  |  |  |  |  |  |  |  |  |  |  |  |  |  |  |
|  |                                            |  |  |  |  |  |  |  |  |  |  |  |  |  |  |  |
|  | 9. Cristina de Dinamarca                   |  |  |  |  |  |  |  |  |  |  |  |  |  |  |  |
|  |                                            |  |  |  |  |  |  |  |  |  |  |  |  |  |  |  |
|  |                                            |  |  |  |  |  |  |  |  |  |  |  |  |  |  |  |
|  | Isabel d'Àustria                           |  |  |  |  |  |  |  |  |  |  |  |  |  |  |  |
|  |                                            |  |  |  |  |  |  |  |  |  |  |  |  |  |  |  |
|  |                                            |  |  |  |  |  |  |  |  |  |  |  |  |  |  |  |
|  | 2. Francesc II de Lorena                   |  |  |  |  |  |  |  |  |  |  |  |  |  |  |  |
|  |                                            |  |  |  |  |  |  |  |  |  |  |  |  |  |  |  |
|  |                                            |  |  |  |  |  |  |  |  |  |  |  |  |  |  |  |
|  | Francesc I de França                       |  |  |  |  |  |  |  |  |  |  |  |  |  |  |  |
|  |                                            |  |  |  |  |  |  |  |  |  |  |  |  |  |  |  |
|  |                                            |  |  |  |  |  |  |  |  |  |  |  |  |  |  |  |
|  | 10. Enric II de França                     |  |  |  |  |  |  |  |  |  |  |  |  |  |  |  |
|  |                                            |  |  |  |  |  |  |  |  |  |  |  |  |  |  |  |
|  |                                            |  |  |  |  |  |  |  |  |  |  |  |  |  |  |  |
|  | Clàudia de França                          |  |  |  |  |  |  |  |  |  |  |  |  |  |  |  |
|  |                                            |  |  |  |  |  |  |  |  |  |  |  |  |  |  |  |
|  |                                            |  |  |  |  |  |  |  |  |  |  |  |  |  |  |  |
|  | 5. Clàudia de Valois                       |  |  |  |  |  |  |  |  |  |  |  |  |  |  |  |
|  |                                            |  |  |  |  |  |  |  |  |  |  |  |  |  |  |  |
|  |                                            |  |  |  |  |  |  |  |  |  |  |  |  |  |  |  |
|  | Llorenç II de Mèdici                       |  |  |  |  |  |  |  |  |  |  |  |  |  |  |  |
|  |                                            |  |  |  |  |  |  |  |  |  |  |  |  |  |  |  |
|  |                                            |  |  |  |  |  |  |  |  |  |  |  |  |  |  |  |
|  | 11. Caterina de Mèdici                     |  |  |  |  |  |  |  |  |  |  |  |  |  |  |  |
|  |                                            |  |  |  |  |  |  |  |  |  |  |  |  |  |  |  |
|  |                                            |  |  |  |  |  |  |  |  |  |  |  |  |  |  |  |
|  | Magdalena de la Tour d'Auvergne            |  |  |  |  |  |  |  |  |  |  |  |  |  |  |  |
|  |                                            |  |  |  |  |  |  |  |  |  |  |  |  |  |  |  |
|  |                                            |  |  |  |  |  |  |  |  |  |  |  |  |  |  |  |
|  | 1. Carles IV de Lorena                     |  |  |  |  |  |  |  |  |  |  |  |  |  |  |  |
|  |                                            |  |  |  |  |  |  |  |  |  |  |  |  |  |  |  |
|  |                                            |  |  |  |  |  |  |  |  |  |  |  |  |  |  |  |
|  | Joan VI, comte de Salm                     |  |  |  |  |  |  |  |  |  |  |  |  |  |  |  |
|  |                                            |  |  |  |  |  |  |  |  |  |  |  |  |  |  |  |
|  |                                            |  |  |  |  |  |  |  |  |  |  |  |  |  |  |  |
|  | 12. Joan VII, comte de Salm                |  |  |  |  |  |  |  |  |  |  |  |  |  |  |  |
|  |                                            |  |  |  |  |  |  |  |  |  |  |  |  |  |  |  |
|  |                                            |  |  |  |  |  |  |  |  |  |  |  |  |  |  |  |
|  | Anna d'Harcourt                            |  |  |  |  |  |  |  |  |  |  |  |  |  |  |  |
|  |                                            |  |  |  |  |  |  |  |  |  |  |  |  |  |  |  |
|  |                                            |  |  |  |  |  |  |  |  |  |  |  |  |  |  |  |
|  | 6. Pau de Salm                             |  |  |  |  |  |  |  |  |  |  |  |  |  |  |  |
|  |                                            |  |  |  |  |  |  |  |  |  |  |  |  |  |  |  |
|  |                                            |  |  |  |  |  |  |  |  |  |  |  |  |  |  |  |
|  | Lluís, senyor de Stainville                |  |  |  |  |  |  |  |  |  |  |  |  |  |  |  |
|  |                                            |  |  |  |  |  |  |  |  |  |  |  |  |  |  |  |
|  |                                            |  |  |  |  |  |  |  |  |  |  |  |  |  |  |  |
|  | 13. Lluïsa de Stainville                   |  |  |  |  |  |  |  |  |  |  |  |  |  |  |  |
|  |                                            |  |  |  |  |  |  |  |  |  |  |  |  |  |  |  |
|  |                                            |  |  |  |  |  |  |  |  |  |  |  |  |  |  |  |
|  | Oudette Luillier                           |  |  |  |  |  |  |  |  |  |  |  |  |  |  |  |
|  |                                            |  |  |  |  |  |  |  |  |  |  |  |  |  |  |  |
|  |                                            |  |  |  |  |  |  |  |  |  |  |  |  |  |  |  |
|  | 3. Cristina de Salm                        |  |  |  |  |  |  |  |  |  |  |  |  |  |  |  |
|  |                                            |  |  |  |  |  |  |  |  |  |  |  |  |  |  |  |
|  |                                            |  |  |  |  |  |  |  |  |  |  |  |  |  |  |  |
|  | Joan Le Veneur, senyor de Tillières        |  |  |  |  |  |  |  |  |  |  |  |  |  |  |  |
|  |                                            |  |  |  |  |  |  |  |  |  |  |  |  |  |  |  |
|  |                                            |  |  |  |  |  |  |  |  |  |  |  |  |  |  |  |
|  | 14. Tanneguy Le Veneur, comte de Tillières |  |  |  |  |  |  |  |  |  |  |  |  |  |  |  |
|  |                                            |  |  |  |  |  |  |  |  |  |  |  |  |  |  |  |
|  |                                            |  |  |  |  |  |  |  |  |  |  |  |  |  |  |  |
|  | Gil·lona de Montejean                      |  |  |  |  |  |  |  |  |  |  |  |  |  |  |  |
|  |                                            |  |  |  |  |  |  |  |  |  |  |  |  |  |  |  |
|  |                                            |  |  |  |  |  |  |  |  |  |  |  |  |  |  |  |
|  | 7. Maria Le Veneur de Tillères             |  |  |  |  |  |  |  |  |  |  |  |  |  |  |  |
|  |                                            |  |  |  |  |  |  |  |  |  |  |  |  |  |  |  |
|  |                                            |  |  |  |  |  |  |  |  |  |  |  |  |  |  |  |
|  | Francesc Elies de Pompadour                |  |  |  |  |  |  |  |  |  |  |  |  |  |  |  |
|  |                                            |  |  |  |  |  |  |  |  |  |  |  |  |  |  |  |
|  |                                            |  |  |  |  |  |  |  |  |  |  |  |  |  |  |  |
|  | Magdalena Èlia de Pompadour                |  |  |  |  |  |  |  |  |  |  |  |  |  |  |  |
|  |                                            |  |  |  |  |  |  |  |  |  |  |  |  |  |  |  |
|  |                                            |  |  |  |  |  |  |  |  |  |  |  |  |  |  |  |
|  | Isabel Picart                              |  |  |  |  |  |  |  |  |  |  |  |  |  |  |  |
|  |                                            |  |  |  |  |  |  |  |  |  |  |  |  |  |  |  |
|  |                                            |  |  |  |  |  |  |  |  |  |  |  |  |  |  |  |

## Matrimoni i fills
Es va casar en primeres noces, el 23 de maig de 1621, a Nicolaua de Lorena (1608 † 1657), filla d'Enric II duc de Lorena, i de Margarida de Màntua. No van tenir fills. Desitjant deixar la seva esposa, va intentar provocar la invalidació el seu matrimoni fent condemnar el 1631 per bruixeria a Melcior de La Vall, el sacerdot que havia batejat Nicolaua. Carles es va separar finalment el 1635 de la seva esposa, al pretext que no havia estat lliure d'escollir en el moment del seu matrimoni, però el papat no va acceptar anul·lar el matrimoni.
Malgrat tot, es va casar en segones noces amb Beatriu de Cusance (1614 † 1663), el 9 d'abril de 1637. Excomunicat per bigamia el 23 d'abril de 1642, es va separar d'ella. A la mort de Nicolaua, es va casar amb Beatriu indirectament (era llavors presoner a Espanya) per legitimar els seus fills, però els esposos no van reprendre la vida comuna. Els fills d'aquest segon matrimoni, malgrat tot, van ser considerats com no dinàstics:
- Francesc de Lorena (1637 † 1638).

- Anna (1639 † 1720), casada el 1660 amb Francesc Maria de Lorena(1624 † 1694), príncep de Lillebonne.

- Carles Enric (1649 † 1723), príncep de Vaudémont i de Commercy.

De nou vidu a la mort de Beatriu, es va casar en tercer matrimoni, el 1665, amb Maria Lluïsa d'Aspremont (1651 † 1692), però no va tenir posteritat d'aquest matrimoni. Entretant, també havia promès casar-se amb una canongessa laica del Capítol de Senyores Nobles de Poussay, la bella Isabel de Ludres, promesa incomplerta; Isabel va ser una de les amants de Lluís XIV de França.